# Podognatha
Podognatha là một chi bướm đêm thuộc phân họ Olethreutinae, họ Tortricidae Tortricidae.

## Các loài
- Podognatha opulenta (Diakonoff, 1973)
- Podognatha rebellis (Meyrick, 1931)
- Podognatha tamias Diakonoff, 1966
- Podognatha vinculata (Meyrick, 1916)